# True Believers
True Belivers – album wydany specjalnie na polski rynek przez rumuński zespół Akcent.
Singlami promującymi album w Polsce są "Lovers Cry", "That's My Name" oraz "Happy People". Album jest dostępny w sprzedaży od 14 września 2009 r.
Płyta nagrana została bez Mariusa Nedelcu, który wcześniej opuścił zespół.

## Lista utworów

### CD
1. "Stay With Me" 4:09
2. "That's My Name" 4:06
3. "Happy People" 3:50
4. "Lovers Cry" 4:10
5. "Tears (feat. Roller Sis)" 3:41
6. "I Turn Around The World" 4:15
7. "Runaway" 3:37
8. "Umbrela Ta" 3:39
9. "Next To Me" 3:33
10. "True Believer" 3:24
11. "Delight" 3:42
12. "O Noapte Si O Zi" 3:37
13. "Lacrimi (feat. Roller Sis)" 3:38